# Gorgonocephalus chilensis
Gorgonocephalus chilensis is een slangster uit de familie Gorgonocephalidae.
De wetenschappelijke naam van de soort werd in 1858 gepubliceerd door Rodolfo Amando Philippi.